# Marie Louise de La Tour d'Auvergne
Marie Louise Henriette Jeanne de La Tour d'Auvergne (Parigi, 15 agosto 1725 – Parigi, 1793) è stata una nobildonna francese appartenente al Casato di La Tour d'Auvergne. Fu Principessa di Guéméné e Duchessa di Montbazon per matrimonio..

## Biografia

### Infanzia

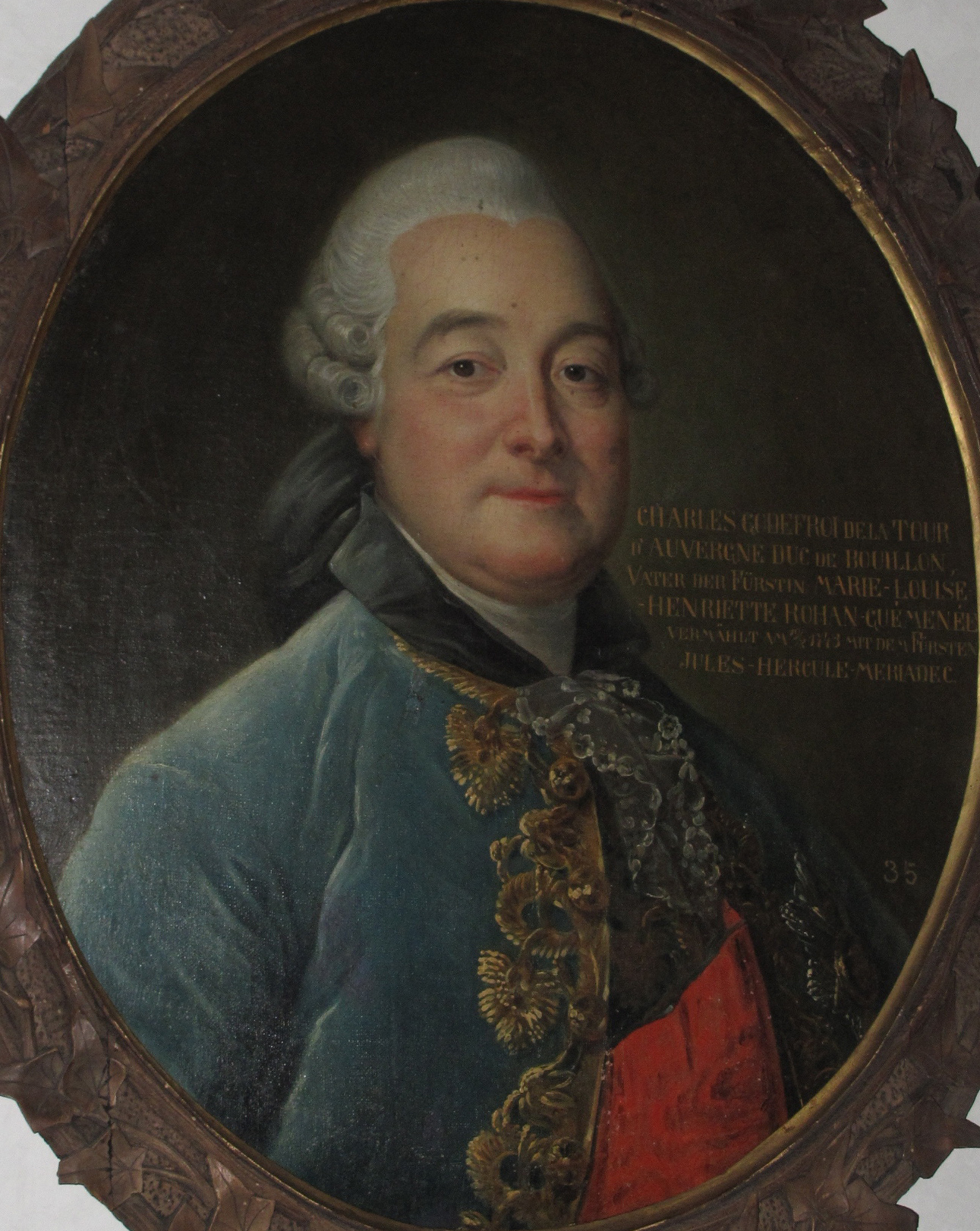
Charles Godefroy de La Tour d'Auvergne

Marie Louise era il primo figlio nato da Charles Godefroy de La Tour d'Auvergne e da sua moglie Maria Carolina Sobieska, che era nipote di Giovanni III Sobieski, re di Polonia, e sorella maggiore di Maria Clementina Sobieska, moglie di Giacomo Francesco Edoardo Stuart. Ebbe un fratello minore, Godefroy Charles Henri, che successe alla loro madre come Duca di Bouillon.

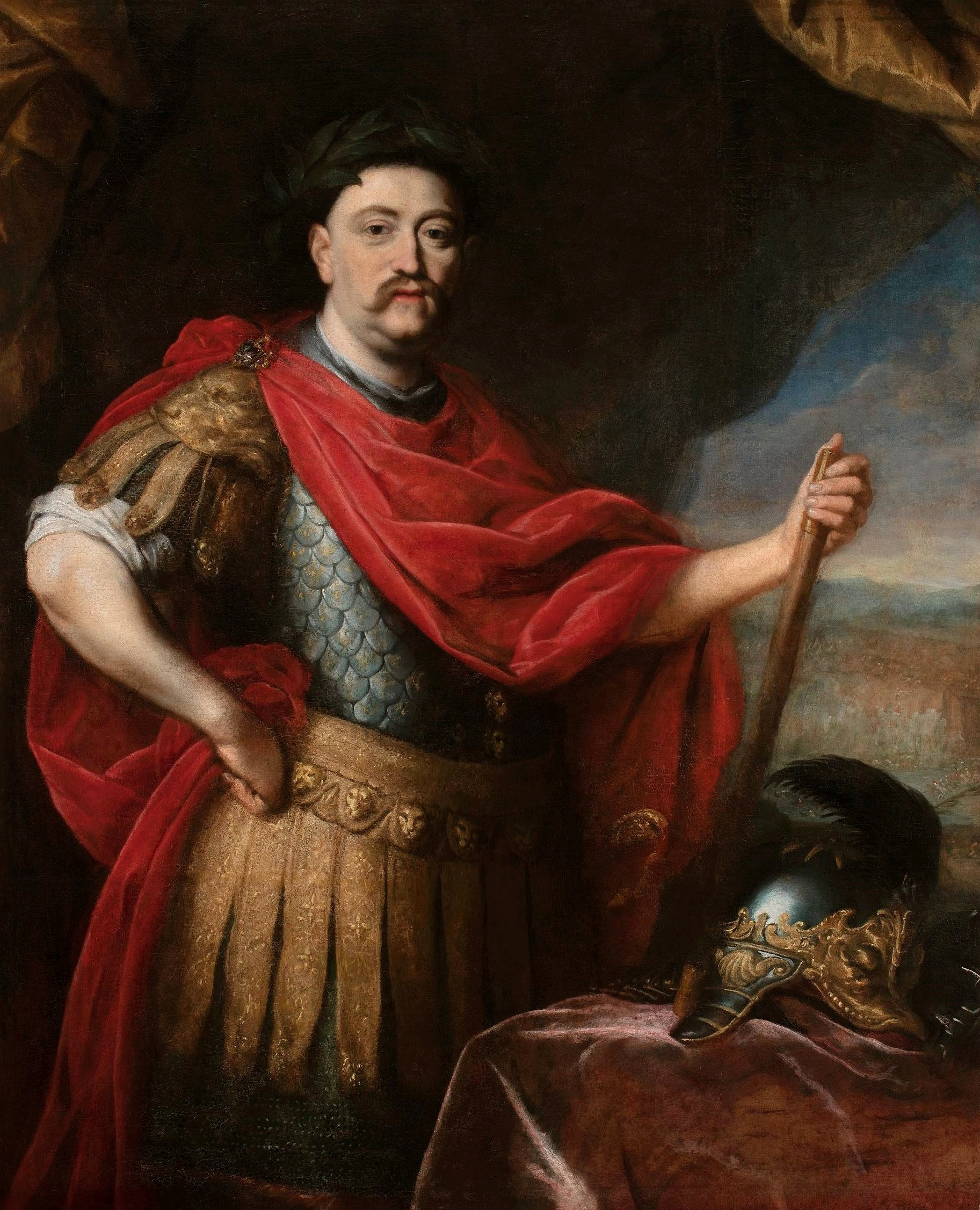
Giovanni III Sobieski

Pronipote di Giovanni III Sobieski, era anche un'ereditiera particolarmente ricca. Questo fu il motivo principale per cui Luigi XV di Francia fu particolarmente interessato a lei nelle sue prospettive di matrimonio.

### Matrimonio

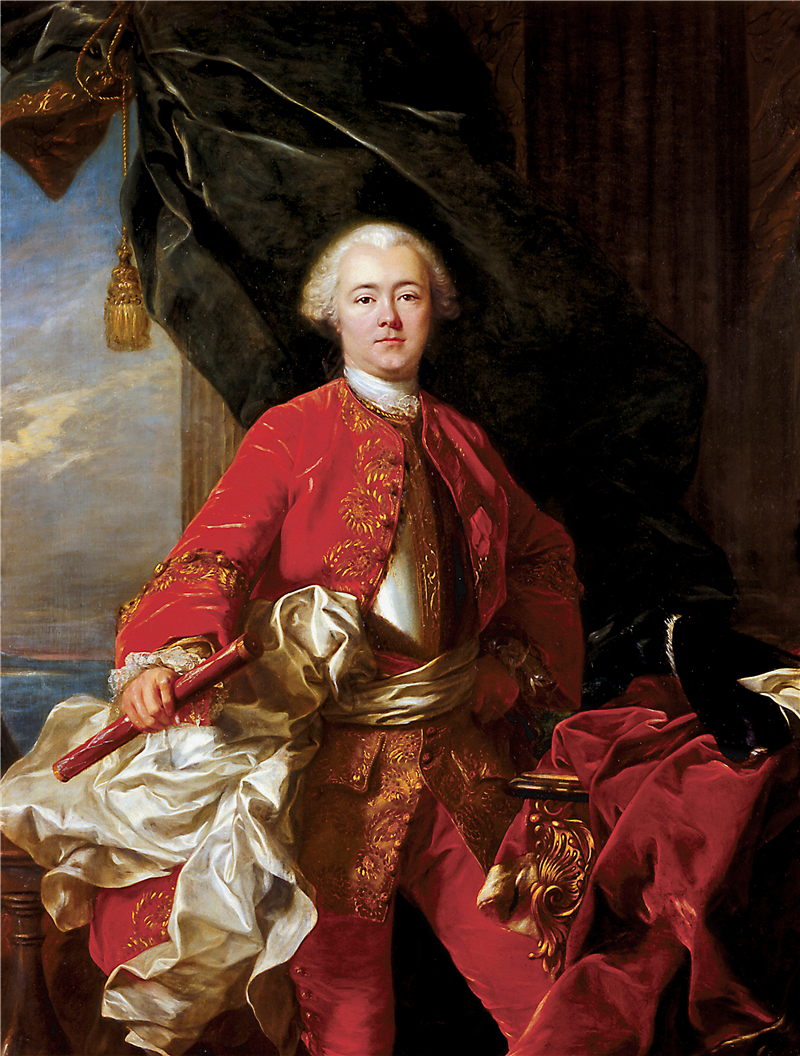
Onorato III di Monaco in un ritratto di Jean-Baptiste van Loo

Mademoiselle d'Auvergne fu proposta come sposa per Onorato III, Principe di Monaco. Questi era figlio di Luisa Ippolita, Principessa di Monaco e del suo consorte Jacques Goyon de Matignon. Anche se i piani di matrimonio furono annunciati alla corte il 26 gennaio 1741, alla fine lo sposalizio non si celebrò mai.
In conclusione, Marie Louise andò a nozze con Jules Hercule Mériadec de Rohan, duca di Montbazon, principe di Guéméné.

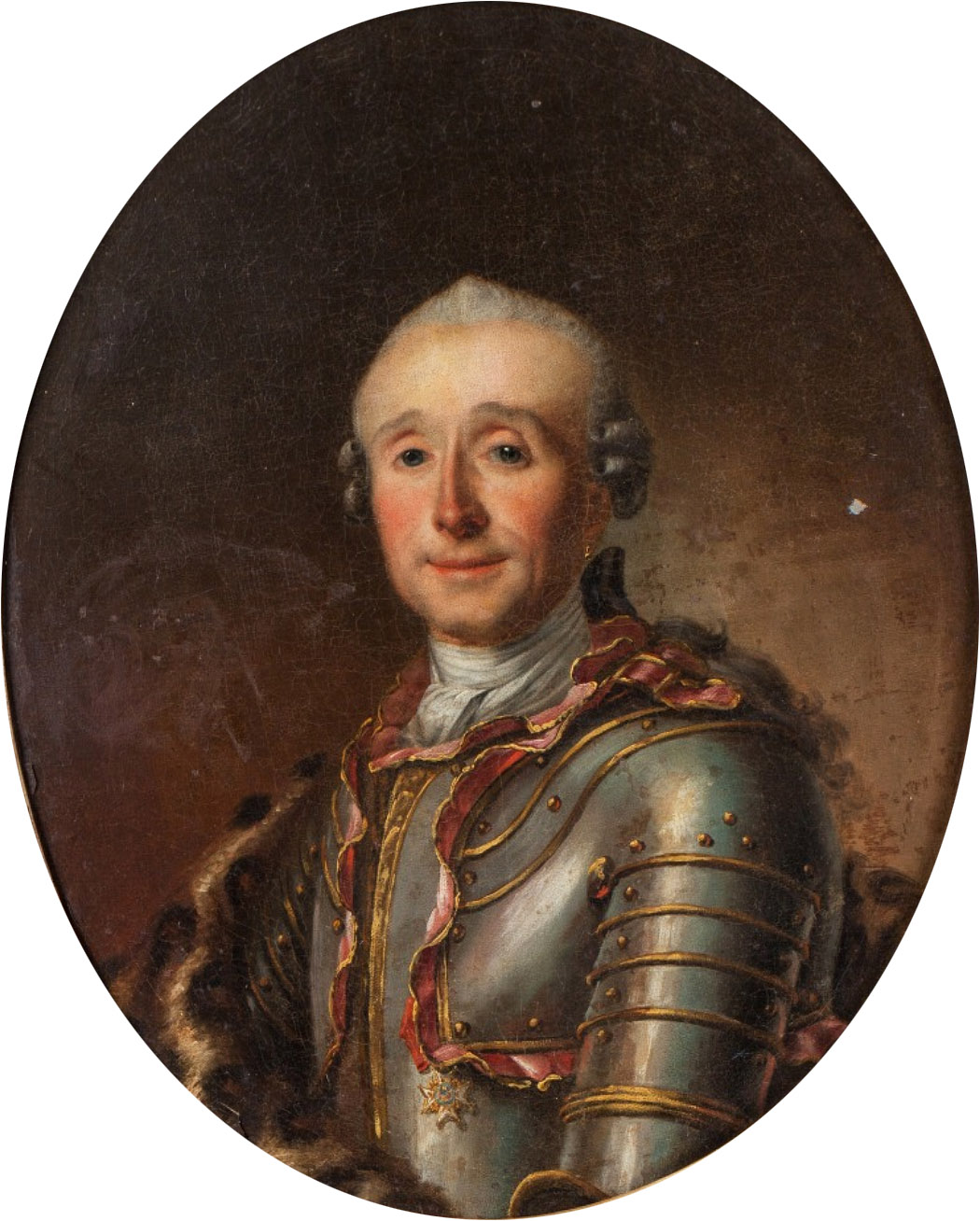
Jules Hercule Mériadec de Rohan-Guéméné ritratto da Johann Julius Heinsius nel 1766

La coppia si sposò a Parigi il 19 febbraio 1743, quando lei non aveva ancora diciassette anni. Jules de Rohan era figlio di Hercule Mériadec de Rohan, duca di Montbazon, principe di Guéméné (1688–1757) e di Louise Gabrielle Julie de Rohan (1704–1741). Due anni dopo nacque loro un figlio, che ebbe il nome di Henri Louis de Rohan.

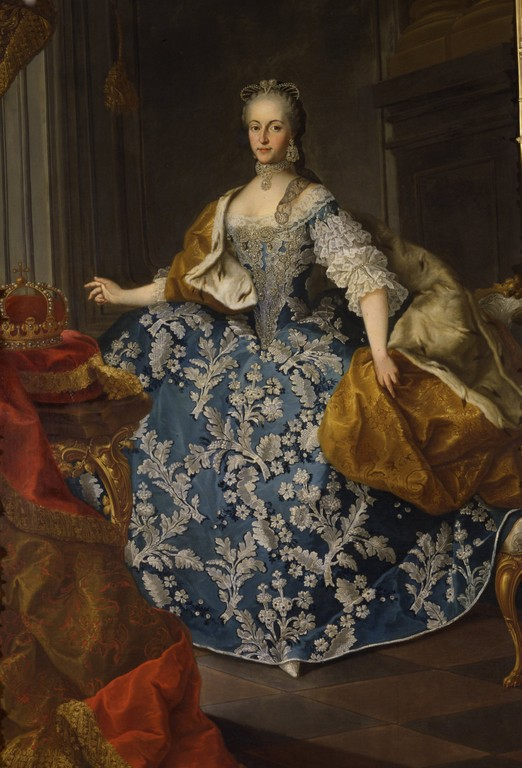
Maria Giuseppa di Baviera in un ritratto di Meytens del 1765 ca.

Attraverso sua madre, Marie Louise poteva vantare di essere cugina dell'Imperatrice del Sacro Romano Impero e anche dell'Elettrice di Sassonia. La sorella di suo padre, Anne Marie Louise de La Tour d'Auvergne, si era già sposata nel Casato di Rohan, i cui membri erano annoverati tra i Princes étrangers alla corte di Versailles. In quanto tali, essi avevano l'appellativo di Sua Altezza e il diritto di possedere un grado superiore ad altri membri della corte.
Nel novembre 1746 Marie Louise contrasse il vaiolo, che a quei tempi era spesso una malattia mortale, ma riuscì a sopravvivere.

### Relazione con Carlo Edoardo Stuart

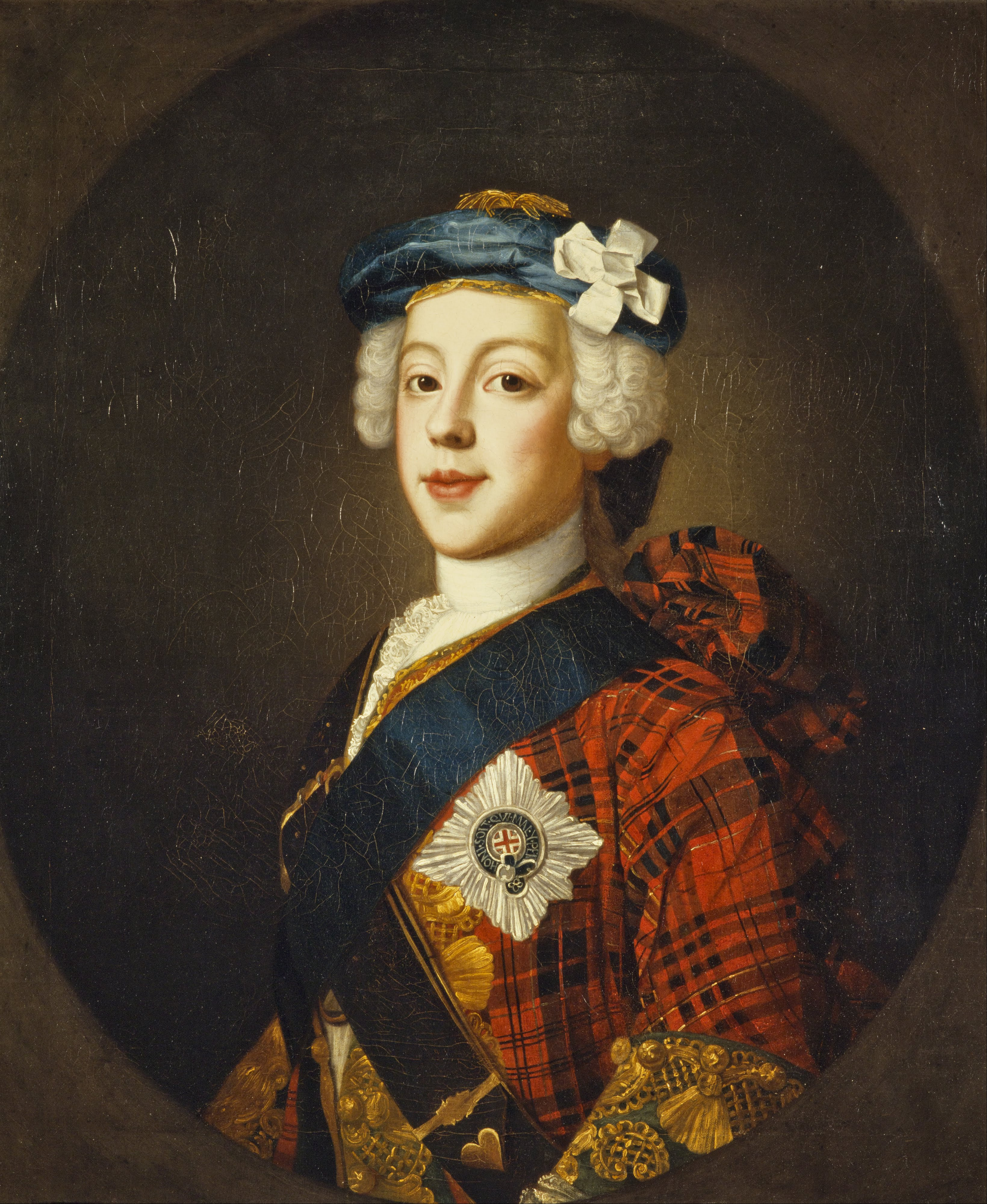
Carlo Edoardo Stuart ritratto da William Mosman

Durante la sua convalescenza, la sua famiglia ricevette una nota di simpatia da un suo cugino di primo grado, Carlo Edoardo Stuart, noto anche come il Giovane Pretendente. Recuperata la salute, nel mese di agosto 1747 i due si incontrarono, e Maria Luisa si innamorò appassionatamente di questo cugino, che ricambiava i suoi sentimenti, e cominciarono una relazione.
Nell'entourage di Louise l'adulterio era ampiamente accettato fino a quando le cose avvenivano nei limiti della discrezione. Tuttavia, poiché né Marie Louise né suo marito erano stati precedentemente infedeli, sua suocera la sorvegliava severamente mentre suo marito era in Olanda con l'esercito francese, e aveva ordinato ai suoi servitori di custodire la sua virtù. Marie Louise e Carlo allora ricorsero ai vetturini segreti di mezzanotte; ma la suocera aveva allertato la polizia di Parigi che riferiva tutto ciò che succedeva.
Dopo pochi mesi, Marie Louise rimase incinta del proprio amante e si presume che avesse ripreso a dormire con il marito, ritornato incolume dalla campagna militare, per fargli credere che fosse lui il padre del nascituro. Ciò provocò la gelosia di Carlo Edoardo e i pettegolezzi cominciarono a diffondersi. Nel gennaio 1748, di fronte a suo padre e alla suocera, Marie Louise fu costretta a scrivere a Carlo e a porre fine alla loro relazione. Ciononostante,  a Carlo fu ancora permesso di far visita a lei e alla sua famiglia in modo da smentire qualsiasi diceria su di loro.

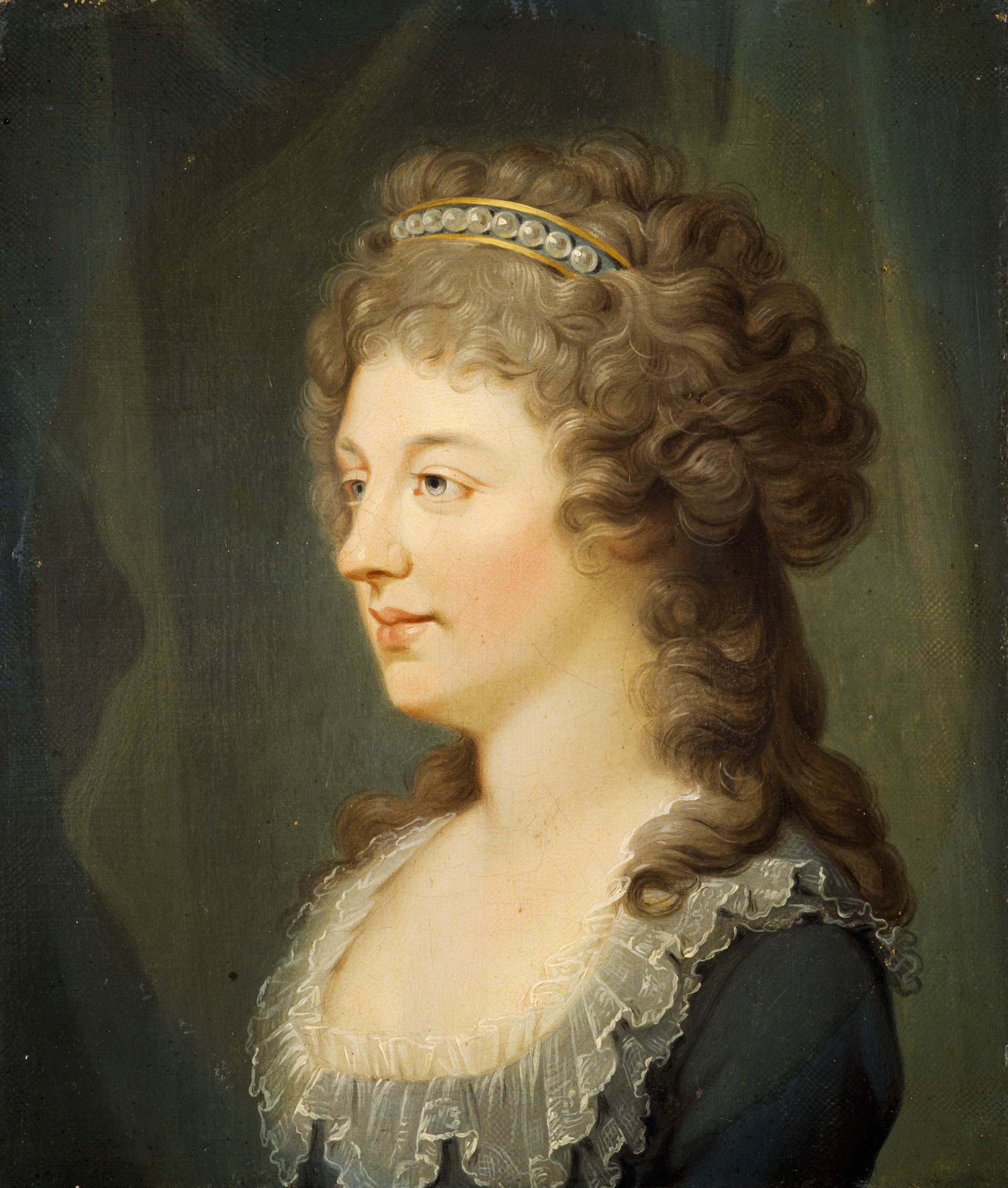
Charlotte Stuart, duchessa di Albany, la figlia che Carlo Edoardo ha avuto da Clementina Walkinshaw. Ritratto di Hugh Douglas Hamilton, Scottish National Portrait Gallery

Nella disperazione, Marie Louise scrisse molte lettere a Carlo, minacciando il suicidio se lui non si fosse recato a trovarla, cosa che il suo ormai ex amante effettivamente fece, ma solo per dirle che aveva ora un'altra donna, Clementina Walkinshaw. Clementina diede poi alla luce Charlotte Stuart, duchessa di Albany, l'unica, tra i figli di Carlo, a sopravvivere all'infanzia.
Il 28 luglio 1748, Marie Louise partorì un neonato maschio, che fu battezzato Charles Godefroi Sophie Jules Marie de Rohan. A questo figlio non ne seguirono altri.

### Ultimi anni e morte
Louise visse almeno altri trentatré anni e pare che non fosse mai più infedele al marito. Secondo le apparenze, serbò una condotta irreprensibile come moglie e come madre. Faceva apparizioni occasionali a corte, più avanti negli anni si avvicinò alla pratica religiosa e dedicò gran parte del suo patrimonio ad opere di beneficenza.
Quando morì, fu sepolta nel Convent des Feuillants. Tuttavia, vi è incertezza su come e quando esattamente sia morta: se nel mese di settembre 1791, per cause naturali dovute all'età, per quell'epoca, avanzata, oppure sulla ghigliottina, al tempo del Terrore, nel 1793. Quest'ultima versione è ampiamente accettata.
È attraverso Marie Louise che gli attuali Principi di Guémené sono i pretendenti al Ducato di Bouillon.

## Figli
Dal matrimonio tra Maria Luisa e Jules Hercule Mériadec de Rohan-Guéméné nacque:
- Henri Louis Marie de Rohan, Duca di Montbazon, Principe di Guéméné[1] (31 agosto 1745–1809) sposò Victoire de Rohan[1] ed ebbe figli; Victoire era la sorella della Principessa di Condé

Dal suo amante Carlo Edoardo Stuart ebbe:
- Charles Godefroi Sophie Jules Marie de Rohan (28 luglio 1748–1749) figlio illegittimo.

## Ascendenza
|                                         |                       |                                           | Genitori                                      |  |  | Nonni |  |  | Bisnonni                               |  |  | Trisnonni                              |  |
|                                         |                       |                                           |                                               |  |  |       |  |  | Godefroy Maurice de La Tour d'Auvergne |  |  | Frédéric Maurice de La Tour d'Auvergne |  |
|                                         |                       |                                           |                                               |  |  |       |  |  | Godefroy Maurice de La Tour d'Auvergne |  |  | Frédéric Maurice de La Tour d'Auvergne |  |
|                                         |                       | Éléonore de Bergh                         |                                               |  |  |       |  |  | Godefroy Maurice de La Tour d'Auvergne |  |  |                                        |  |
| Emmanuel Théodose de La Tour d'Auvergne |                       |                                           |                                               |  |  |       |  |  | Godefroy Maurice de La Tour d'Auvergne |  |  |                                        |  |
|                                         |                       | Maria Anna Mancini                        | Michele Lorenzo Mancini                       |  |  |       |  |  |                                        |  |  |                                        |  |
|                                         |                       | Maria Anna Mancini                        | Michele Lorenzo Mancini                       |  |  |       |  |  |                                        |  |  |                                        |  |
|                                         |                       | Maria Anna Mancini                        | Girolama Mazzarini                            |  |  |       |  |  |                                        |  |  |                                        |  |
| Charles Godefroy de La Tour d'Auvergne  |                       | Maria Anna Mancini                        |                                               |  |  |       |  |  |                                        |  |  |                                        |  |
|                                         |                       | Charles Belgique Hollande de La Trémoille | Henri Charles de La Trémoille                 |  |  |       |  |  |                                        |  |  |                                        |  |
|                                         |                       | Charles Belgique Hollande de La Trémoille | Henri Charles de La Trémoille                 |  |  |       |  |  |                                        |  |  |                                        |  |
|                                         |                       | Charles Belgique Hollande de La Trémoille | Emilia d'Assia-Kassel                         |  |  |       |  |  |                                        |  |  |                                        |  |
| Marie Armande de La Trémoille           |                       | Charles Belgique Hollande de La Trémoille |                                               |  |  |       |  |  |                                        |  |  |                                        |  |
|                                         |                       | Madeleine de Crequy                       | Carlo III di Créquy                           |  |  |       |  |  |                                        |  |  |                                        |  |
|                                         |                       | Madeleine de Crequy                       | Carlo III di Créquy                           |  |  |       |  |  |                                        |  |  |                                        |  |
|                                         |                       | Madeleine de Crequy                       | Anne Armande de Saint Gelais de Lansac        |  |  |       |  |  |                                        |  |  |                                        |  |
| Marie Louise de La Tour d'Auvergne      |                       | Madeleine de Crequy                       |                                               |  |  |       |  |  |                                        |  |  |                                        |  |
|                                         | Giovanni III Sobieski | Jakub Sobieski                            |                                               |  |  |       |  |  |                                        |  |  |                                        |  |
|                                         | Giovanni III Sobieski | Jakub Sobieski                            |                                               |  |  |       |  |  |                                        |  |  |                                        |  |
|                                         | Giovanni III Sobieski | Zofia Teofillia Daniłowicz                |                                               |  |  |       |  |  |                                        |  |  |                                        |  |
| Giacomo Luigi Sobieski                  | Giovanni III Sobieski |                                           |                                               |  |  |       |  |  |                                        |  |  |                                        |  |
|                                         |                       | Maria Casimira de la Grange d'Arquien     | Henri Albert de La Grange d'Arquien           |  |  |       |  |  |                                        |  |  |                                        |  |
|                                         |                       | Maria Casimira de la Grange d'Arquien     | Henri Albert de La Grange d'Arquien           |  |  |       |  |  |                                        |  |  |                                        |  |
|                                         |                       | Maria Casimira de la Grange d'Arquien     | Françoise de La Châtre                        |  |  |       |  |  |                                        |  |  |                                        |  |
| Maria Carolina Sobieska                 |                       | Maria Casimira de la Grange d'Arquien     |                                               |  |  |       |  |  |                                        |  |  |                                        |  |
|                                         |                       | Filippo Guglielmo, elettore palatino      | Volfango Guglielmo, conte palatino di Neuburg |  |  |       |  |  |                                        |  |  |                                        |  |
|                                         |                       | Filippo Guglielmo, elettore palatino      | Volfango Guglielmo, conte palatino di Neuburg |  |  |       |  |  |                                        |  |  |                                        |  |
|                                         |                       | Filippo Guglielmo, elettore palatino      | Maddalena di Baviera                          |  |  |       |  |  |                                        |  |  |                                        |  |
| contessa palatina Edvige di Neuburg     |                       | Filippo Guglielmo, elettore palatino      |                                               |  |  |       |  |  |                                        |  |  |                                        |  |
|                                         |                       | Elisabetta Amalia d'Assia-Darmstadt       | Giorgio II d'Assia-Darmstadt                  |  |  |       |  |  |                                        |  |  |                                        |  |
|                                         |                       | Elisabetta Amalia d'Assia-Darmstadt       | Giorgio II d'Assia-Darmstadt                  |  |  |       |  |  |                                        |  |  |                                        |  |
|                                         |                       | Elisabetta Amalia d'Assia-Darmstadt       | Sofia Eleonora di Sassonia                    |  |  |       |  |  |                                        |  |  |                                        |  |
|                                         |                       | Elisabetta Amalia d'Assia-Darmstadt       |                                               |  |  |       |  |  |                                        |  |  |                                        |  |

## Titoli e trattamento
- 15 agosto 1725 – 19 febbraio 1743: Sua Altezza, Mademoiselle d'Auveregne
- 19 febbraio 1743 – 1793: Sua Altezza, la Principessa di Guéméné

## Riferimenti nella cultura di massa
Louise è un personaggio del romanzo del 1992 di Diana Gabaldon L'amuleto d'ambra, ed è interpretata dall'attrice Claire Sermonne nella seconda stagione dell'adattamento televisivo Outlander.